# Amsterdams Lyceum
El Amsterdams Lyceum es un centro educativo de educación secundaria de Ámsterdam. Ofrece los estudios de Gymnasium y Atheneum (los ciclos neerlandeses de educación secundaria de ciencias, de 12 a 18 años; el Gymnasium, con latín y griego obligatorios). El liceo, además, concede diplomas que acreditan el conocimiento reforzado del español, inglés o italiano, que los alumnos siguen a través de los programas llamados, respectivamente, "Trayecto Español", "Corso Italiano" y "Fast Lane English".
Es el centro de secundaria más antiguo de los Países Bajos: fue creado en 1917.